# Marigny-sur-Yonne
Marigny-sur-Yonne är en kommun i departementet Nièvre i regionen Bourgogne-Franche-Comté i de centrala delarna av Frankrike. Kommunen ligger i kantonen Corbigny som tillhör arrondissementet Clamecy. År 2022 hade Marigny-sur-Yonne 191 invånare.

## Befolkningsutveckling
Antalet invånare i kommunen Marigny-sur-Yonne
| Referens: INSEE |